# Corinne Vanier
Corinne Vanier (20 settembre 1987) è un'ex tennista francese.

## Carriera
A livello giovanile ha raggiunto la finale dell'Orange Bowl 1978 e ha vinto il doppio ragazze al Roland Garros 1981 in coppia con Sophie Amiach.
Tra le adulte ha raggiunto una finale nel doppio in coppia con la rumena Lucia Romanov uscendone sconfitta, nei tornei del Grande Slam è avanzata in due occasioni fino al terzo turno, la prima agli US Open 1981 sconfitta da Kathy Jordan e l'anno dopo sull'erba di Wimbledon sconfitta da Anne Smith.
Ha fatto parte della squadra francese di Fed Cup dal 1981 al 1983 vincendo otto incontri e perdendone sette.

## Statistiche

### Doppio

#### Finali perse (1)
| Numero | Anno            | Torneo                               | Superficie | Compagna      | Avversarie in finale        | Punteggio |
| 1.     | 11 gennaio 1982 | Torneo di Newport News, Newport News | Sintetico  | Lucia Romanov | Carol Baily Marcella Mesker | 2–6, 1–6  |